# Antoni Marí Calbet
Antoni Marí Calbet (Ibiza, Islas Baleares, 1932-Ibiza, 23 de noviembre de 2023) fue un médico y político español. Presidente del Consejo Insular de Ibiza y Formentera (1987-1999).

## Biografía
Nació en Ibiza en 1932. Tras licenciarse en Medicina en la Universidad de Valencia, completó su formación médica en el Instituto de Medicina Tropical de Amberes (Bélgica, 1958) y al año siguiente se trasladó al Congo Belga. Allí desarrolló una encomiable labor de asistencia sanitaria prácticamente sin medios, que continuó cuando el país logró la independencia con un proyecto de vacunación contra la viruela.
De regreso a España, se incorporó a la Seguridad Social como jefe del Servicio de Tocoginecología (1970-1983). Tras pedir la excedencia (1983) se incorpora definitivamente a la política. Si bien, ya en 1979 se había presentado como candidato al Consejo Insular de Ibiza y Formentera (época preautonómica) en las listas de independientes con el apoyo de Alianza Popular, siendo nombrado consejero de Sanidad y Asuntos Sociales, además de formar parte del Consejo General Interinsular. 
Como presidente del Consejo Insular de Ibiza y Formentera por el Partido Popular de Baleares (1987-1999), acometió diversas mejoras en las dos islas, entre las que destacan: la creación del servicio de la Inspección Técnica de Vehículos en Formentera; la construcción y puesta en marcha del instituto Marc Ferrer, el primer instituto de educación para los adolescentes formenteranos; la construcción de la piscina insular, hito histórico, ya que únicamente existían piscinas privadas; la restauración de la torre de vigilancia ubicada en la Isla de Espalmador; el creador del plan de asfaltado de caminos rurales de Formentera, junto con los accesos a los faros.
En las Elecciones al Parlamento de las Islas Baleares (1999), volvió a presentarse y pasó a jefe de la oposición durante el Gobierno del Pacto Progresista. Ese mismo año terminó la excedencia como médico de la Seguridad Social y se jubiló. Dejó la política activa en mayo de 2003.
Su hermano Alonso Marí Calbet es un abogado, político y empresario.  
Falleció en su domicilio ibicenco, en la tarde del 23 de noviembre, rodeado de sus cuatro hijos. Recientemente había sufrido dos duros golpes con la muerte de su hija  Virginia, exalcaldesa de Ibiza —el 6 de junio— y de su esposa Marysse Rennensson —el 12 de junio—.

## Premios y distinciones
- Medalla al mérito del Colegio de Médicos de Baleares (Comib), por su carrera y por su labor en su etapa en el Congo Belga, donde contribuyo a la vacunación para acabar erradicando la viruela. La medalla se le otorgó el 18 de diciembre de 2019, aunque su entrega se pospuso a causa del COVID hasta el 16 de julio de 2021.[6]
- Premio Ramon Llull (2007)[7]
- Medalla de Honor del Consejo Insular de Ibiza y Formentera, en la categoría de Oro (2004).[3]